# リザンテラ属
リザンテラ属（リザンテラぞく、Rhizanthella）は、ラン科に属する植物の1群である。すべての植物体が地中にあり、花も地下で咲かせる特異な植物である。

## 概説
この植物はいわゆる腐生植物（菌従属栄養植物）である。つまり光合成を行う器官を持っておらず、生命活動に必要なエネルギーは菌類に依存する。そのような栄養生活を営むラン科植物は腐生ランと呼ばれ、非常に多くの属種がある。それらはいずれも葉を持たないかごく小さく、緑色を帯びないものが珍しくない。しかしこの植物は地上に枝葉を全く出さず、全生活史を地下で過ごす。花さえも地表より下で開花する点で、被子植物全体としても極めて異例である。学名は「根の花」の意味で、地中で生活することにちなむものである。
このランはオーストラリアのごく限られた地域でのみ発見されている。栄養は直接には菌類から得ているが、実際はそれらを介して特定の樹木と結びついており、それらから供給されていることが知られ、実質的には寄生植物である。
植物体は地下の芋状の構造のみからなり、開花時には茎を伸ばし、地表直下で開花する。僅かに姿を見せることもあり、花粉媒介は昆虫によるとされる。3種が知られ、それぞれ東オーストラリアと西オーストラリアに隔離分布するが、西オーストラリアに産するガルドネリ R. gardneri の方がよく研究されている。

## 特徴
ここではガルドネリについて説明する。多年生草本で、植物体は全て地下にあり、根はない。植物体は地下茎様の塊茎からなる。塊茎は円筒形で長さ5cm、幅2cm - 2.5cmで、厚く毛に覆われる。個々の毛からは最大6本までの菌糸が続く。葉は三角の鱗片状に退化し、長さ3mm -4mm、幅10mm程度、根茎に圧着する。
花期は5月 - 6月、これはオーストラリアでは冬に当たる。花序は圧縮されて頭状花序となり、その花床の径は2cm - 4cmで、くぼんでいる。花序全体を包む総苞をなす苞葉は8 - 15あって花序を取り巻き、地下にある状態では花序全体を包んでいる。花茎は直立またはそれに近く、長さは3-7cm、先端に向かって細まる。無毛で苞葉が間を開けてついており、特に基部側に数が多くて花茎に圧着し、白か無色、長さ1cm - 2.5cmで幅3mm - 10mmと狭い三角形をしている。
子房は円筒形で長さ6mm、肉質で花被と共に密集して紫を帯びることがある。花は螺旋状に配列して総数120にも達し、外側のものから開花する。花被は白から海老茶色まで変異があり、長さは4mm - 6mm、唇弁以外の花被片は互いに融合して筒状になり、先端部が兜のような覆いとなって唇弁と蕊柱に覆い被さる。唇弁は細い顎状構造の上に伸びて敏感に動き、多肉質で先端は曲がってやや突出し、長さ1.5mm - 2.5mm、幅が0.7mm - 1.5mm。蕊柱は円柱形で長さ2mm - 2.5mm、先端に葯が突き出る。種子は卵形で幅0.3mm、藁色から暗褐色で、耐久性の外種皮には明らかな螺旋状の線条がある。
なお、スラテリでは開花期が6月 - 7月で、それから9ヶ月をかけて果実が熟する。果実は肉質で、この点ではガルドネリと共通であるが、その壁に葉緑素がある点が大きく異なり、これはこの種の方が原始的性質を残しているものと考えられる。

## 分布
全てオーストラリアに分布し、種ごとに狭い分布域を持つ。ガルドネリは西オーストラリア州に、オミッサがクインズランド州に、スラテリがニューサウスウエルズ州に分布する。ただしその範囲内でも生息域は極めて限定されており、ガルドネリではこの州内の隔離された2地点のみが生育区域である。

## 生育環境
このランは完全に地下に生育するため、外から発見するのは極めて困難であり、1979年に生育環境が明らかになる前は、畑を耕す農夫がたまに見つける程度であった。現在ではより詳しい生息地が判明しており、たとえばガドルネリのそれは西オーストラリア州内の2箇所にあり、いずれもメラレウカ・ウンキナタ　Melaleuca uncinata（複数種を含む） という樹木の低木林であり、砂混じりの粘土質の地域である。ランの発見されるのは地中の深さ30cmまでとのこと。
ただし生育地が判明した現在であっても、それを発見するのは容易ではない。山口は地元の専門家の協力の下、ガルドネリを探しに行った時のことを詳細に記している。このころの気温は朝夕は15℃を割ることもあり、時には霜が降りるという。生育地はメラレウカの生育する低木林であり、足元には草本がほとんどない。ランは地下30cmまで存在するが、開花期なので地表すれすれに出てくるものが多く、表土をそっとはがしてゆく形の探索になる。土質が砂地で掘るのは簡単だが、ブッシュの枯れ枝や枯れ葉が多く、すぐに棘が指先に刺さって1日中探すと指先が腫れ上がって食事もままならなかったという。結局そのような探索を四日間行った後、ようやくランの花を見ることが出来た由。特に香りは感じなかったとのこと。
他方、東の地域に分布するスラテリは森林地帯に産し、その土壌は有機物に富み、厚い腐植層の中で生育する。

## 栄養
この植物はいわゆる腐生植物、つまり菌従属栄養植物であり、菌類から栄養を得ているものと考えられる。球茎の外皮に菌根菌が入る。
この植物と関係を持つ菌類はWarcup(1985)によってリゾクトニア Rhizoctonia と同定された。これは胞子を形成しない不完全菌としての属名であり、Bougoure et al.(2009)はDNAの情報からこの菌が担子菌の異形担子菌の1つである Ceratobasidiales に含まれるもので、おそらくCeratobasidium に当たるものと推定している。
他方でガルドネリに関しては上記のようにメラレウカの樹との関連が指摘され、菌根形成菌を通じて光合成産物がこの樹木から供給されているのではないかと考えられた。放射性同位体をつかった実験でもメラレウカの光合成産物が菌類を通じてこのランに供給されていることが確認されている。他方、窒素に関しては土壌中からやはり菌類を介してランに流入するらしい。また、Warcup(1985)はこの菌の存在が種子の発芽を促進することを示している。
他方、スラテリはフトモモ科の樹木に結びついた菌から栄養を得ているとされる。菌根菌の正体についてはBougoure et al.(2009)が1例だけ同定し、やはりCeratobasidium と判断している。

## 花粉媒介など
地中で開花する花がどのようにして花粉媒介を受けるかは興味深い問題であるが、現在のところ体長2mm程度のキノコバエ類が花粉媒介者であると考えられており、このランの花粉塊を付着させたこの昆虫が発見された例もあるが、まだ充分に解明されてはいない。
また、このランの果実は肉質であり、おそらくは動物がこれを食うことによって種子散布が行われるものと考えられている。この点はラン科でも特殊である。

## 歴史
最初の発見は1928年5月23日のことである。農夫のジャック・トロットが農園にあった小さな穴を調べ、その香りに気づいて掘り出したのがガルドネリの発見であった。彼はこれをチャールズ・オースティン・ガードナーの元に持ち込んで知られることとなった。しかしその後発見が途絶え、一時は100ドルの賞金がかけられたこともあったという。

## 分類
3種のみが知られる。上記の通り、ガルドネリについてはもっともよく研究されており、スラテリに関する研究は遙かに少ない。オミッサについては発見例が2つあるだけである。
- Rhizanthella
  - Rhizanthella slateri：リザンテラ・スラテリ
  - Rhizanthella omissa：リザンテラ・オミッサ
  - Rhizanthella gardneri：リザンテラ・ガルドネリ

## 利用と害
実用となる利用、また毒などの害の報告は全くない。ただ、その特殊性から研究の対象としては注目されている。しかし、きわめて希で生育範囲が狭いことから絶滅の危険が高いものとして保護され、研究においてすら採取の制限を受けている。